# Monastère de Kundeling
Le monastère de Kundeling (tibétain : ཀུན་བདེ་གླིང, Wylie : kun-bde gling, THL : kün dé ling) ou Gongdelin (translittération du tibétain en chinois : 功德林寺 ; pinyin : Gōngdélín sì) ou encore Temple de Kundeling, est un monastère de l'école Gélug du bouddhisme tibétain, de Lhassa, capitale de la Région autonome du Tibet, en République populaire de Chine. Il a été construit en 1794. C'est un des quatre temples ling de Lhassa avec le temple de Drib Tsemchokling, temple de Tsomonling et le temple de Tengyeling. Il a été détruit durant la révolution culturelle.

## Signification
Kundeling est un terme tibétain signifiant « paisible et heureux ».
Il a également été appelé en chinois Weizang Yongan si (卫藏永安寺), paix éternelle de l'Ü-Tsang, dont Lhassa était également la capitale.

## Histoire
Il s'agit d'un des quatre temples ling, dont les régents du Tibet devaient venir, selon un décret du 5e dalaï-lama, mais ce ne fut pas toujours le cas.
Il est dit qu'il a été fondé à la place du monastère Yangs-pa-can, ou Yangs-can, fondé en 1490 et détruit en 1792. Les plus anciennes mentions de ce temple connues datent de 1796.
Sa construction a été ordonnée par le général mandchou Fuk'anggan, qui, à la suite de l'invasion du Tibet par les Gurkhas, avait repoussé les Gurkhas népalais et récupéré les aires du Tibet perdues l'année précédente. Le Solon Hailanca, le régent du Tibet] de ce moment, rTa-tshag VIII Ye-shes blo-bzang bstan-pa'i mgon-po (1760-1811) et le mongol Sung-yün (1752-1835) semblent également avoir été impliqué comme fondateurs.
La lignée des dirigeants de ce monastère, appelé tatsak jedrung est également connue sous le nom de Kundeling rimpoché, depuis que l'empereur Qianlong (règne 1735 – 1796) de la dynastie Qing leur en offre le contrôle, sous l'office du 9e tatsak, (Ngawang Lobzang Tenpai Gyeltsen).
Le monastère a été détruit durant la révolution culturelle.

### Tatsag
Les propriétaires du monastère portent le titre de (tibétain : རྟ་ཚག་རྗེ་དྲུང་ཧོ་ཐོག་ཐུ, Wylie : rTa-tshag rje-drung ho-thog-thu, ou parfois (tibétain : རྟ་ཚག་རྗེ་དྲུང་རིན་པོ་ཆེ་, Wylie : rTa-tshag rje-drung rin-po-che) sont des tulkou.
Le premier membre de la lignée du Tatsag est Baso Chokyi Gyaltsen (tibétain : ཆོས་ཀྱི་རྒྱལ་མཚན, Wylie : Ba-so Chos-kyi rgyal-mtshan ; 1402–73).
La huitième incarnation, Yeshe Lobsang Tenpai Gonpo (1760–1810), a reçu la possession du monastère. Les propriétaires du monastère depuis ont été :
8. rTa-tshag (III) Ba-so rje-drung qutuqtu Ye-shes blo-bzang bstan-pa'i mgon-po alias Yi-hsi luo-sang tan-pei kung-pu (1760–1810)
9. rTa-tshag (IV) Ngag-dbang blo-bzang bstan-pa'i rgyal-mtshan alias Luo-pu-sang tan-pei chien-ts'an (1811–48)
10. rTa-tshag (V) Ngag-dbang dpal-ldan chos-kyi rgyal-mtshan alias A-wang pan-tien ch'u-chi chien-ts'an (1850/1854–86)
11. rTa-tshag (VI) Ngag-dbang thub-ldan skal-bzang sgron-me (1888–1918)
12. rTa-tshag (VII) Blo-bzang thub-bstan 'jigs-med rgyal-mtshan (1924–56)
Yeshe Lobsang Tenpai Gonpo a également été régent du Tibet de 1787 à 1810.